# Generalski Stol
Generalski Stol és un poble de Croàcia situat al comtat de Karlovac. El 2011 tenia 2.642 habitants, un 99% dels quals eren croats.